# 瑞丽叉花草
瑞丽叉花草（学名：Strobilanthes mastersii）为爵床科马蓝属的植物，为中国的特有植物。分布在中国大陆的云南、西藏等地，生长于海拔1,200米至1,500米的地区，多生于山坡阔叶林下，目前尚未由人工引种栽培。

## 别名
蝎序金足草（云南种子植物名录） 墨脱马蓝（西藏植物志）